# Gratschowka (Stawropol)
Gratschowka (russisch Грачёвка) ist ein Dorf (selo) in der Region Stawropol in Russland mit 6657 Einwohnern (Stand 14. Oktober 2010).

## Geographie
Der Ort liegt knapp 40 km Luftlinie nordöstlich des Regionsverwaltungszentrums Stawropol im nördlichen Kaukasusvorland an der namensgebenden Gratschowka, einem linken Nebenfluss des Kalaus.
Gratschowka ist Verwaltungszentrum des Rajons Gratschowski sowie Sitz der Landgemeinde (selskoje posselenije) Gratschowski selsowet, zu der außerdem die Siedlung (possjolok) Jamki (8 km nordöstlich) und der Weiler (chutor) Lissitschki (6 km südöstlich) gehören.

## Geschichte
Ansiedlungen an Stelle des heutigen Dorfes wurden erstmals 1864 als „Weiler am Flüsschen Gratschowka“ urkundlich erwähnt; 1873 als Weiler (chutor) Gratschowski, bei dem sich eine Poststation befand. Der Weiler lag auf dem Territorium des Ujesds Stawropol im Gouvernement Stawropol. 1916 wurde die Eisenbahnstrecke von der Station Kawkasskaja (in der heutigen Stadt Kropotkin) über Petrowskoje (heute Swetlograd) nach Winodelnoje (heute Ipatowo) vorbeigeführt und östlich des Weilers eine nach dem 12 km südöstlich gelegenen Dorf Spizewka benannte Station eröffnet.
Nach der Auflösung des Gouvernements und der Ujesde 1924 gehörte das Gebiet infolge mehrerer administrativer Umgestaltungen zu verschiedenen Rajons, wobei der Weiler und die Stationssiedlung zunächst unbedeutend blieben. Im Zweiten Weltkrieg wurden die Ortschaften im August 1942 von der deutschen Wehrmacht im Rahmen ihres Unternehmens Edelweiß eingenommen und am 19. Januar 1943 von der Roten Armee im Verlauf der Nordkaukasischen Operation zurückerobert.
Nach Kriegsende und insbesondere in den 1960er-Jahren wurde der Ort zu einem Zentrum für Landwirtschaft und Verarbeitung landwirtschaftlicher Erzeugnisse aufgebaut, und es entstand die zusammenhängende Ortschaft unter ihrem heutigen Namen. Am 11. Dezember 1970 wurde aus Teilen des Alexandrowski und des Schpakowski rajon der Gratschowski rajon mit Sitz in Gratschowka gebildet.

### Bevölkerungsentwicklung
| Jahr | Einwohner |
| ---- | --------- |
| 1979 | 3623      |
| 1989 | 5347      |
| 2002 | 6238      |
| 2010 | 6657      |

Anmerkung: Volkszählungsdaten

## Verkehr
Durch den Ort verläuft die föderale Fernstraße R216 Astrachan – Elista – Stawropol.
In Gratschowka befindet sich die Station Spizewka bei Kilometer 181 der Eisenbahnstrecke von Kawkasskaja über Swetlograd in die kalmückische Hauptstadt Elista.